# 新美隆
新美 隆（にいみ たかし、1947年4月15日 - 2006年12月20日）は、日本の弁護士、島根大学大学院法務研究科教授。アジア人権基金理事、NPO花岡平和友好記念会（秋田県大館市）理事、花岡平和友好基金運営委員会（北京）運営委員。

## 担当した主な裁判
- 4・27反戦自衛官懲戒免職事件
- 連続企業爆破事件
- 指紋押捺拒否事件
- 永山則夫連続射殺事件
- 鹿島花岡中国人強制連行損害賠償請求訴訟
- 在日韓国人元軍属援護拒否取消請求訴訟
- オランダ人捕虜・民間抑留者賠償請求事件訴訟
- イギリス・アメリカ・オーストラリア・ニュージーランドＰＯＷ賠償訴訟
- 西松建設中国人強制連行損害賠償請求訴訟
- 東京都管理職選考試験事件訴訟
- 枝川朝鮮学校裁判

## 来歴
- 1947年4月15日　愛知県日進村野木に生まれる
- 1966年3月　愛知県立旭丘高等学校卒業
- 1966年4月　名古屋工業大学機械工学科入学／同９月退学
- 1967年4月　東京大学文科一類入学
- 1971年10月　司法試験合格
- 1972年3月　東京大学法学部卒業
- 1972年4月　司法修習生（第２６期）
- 1974年4月　弁護士登録（東京弁護士会）
- 同年　クロロキン薬害訴訟
- 同年　東電１円不払い訴訟
- 同年　4・27反戦自衛官懲戒免職処分取消請求訴訟（※弁護団長）
- 1975年　新橋法律事務所開設
- 1980年　指紋押捺拒否裁判
- 1983年　永山則夫高裁差し戻し判決/三里塚管制塔高裁判決
- 1995年6月　花岡事件対鹿島訴訟提訴（※弁護団長）
- 2000年11月29日　花岡事件東京高裁で和解成立
- 2003年2月 西松建設裁判控訴審第１回公判（※控訴審から弁護団長として担当）
- 2004年7月9日　西松建設裁判控訴審広島高裁原告勝訴判決（※中国人強制連行訴訟で高裁での原告訴訟は初めて）
- 2005年1月　鄭香均訴訟（東京都管理職選考試験事件※弁護団長）最高裁判決
- 1987年～88年　東京経済大学非常勤講師
- 1989年～91年　和光大学非常勤講師
- 1986年～2003年　町田市市民法律相談担当
- 2004年4月～　島根大学大学院法務研究科教授（公報、国際人権法担当）
- 2005年～　町田市行政相談担当
- 2006年12月20日　肺がんのため死去（享年59）

## 略歴
1966年4月、名古屋工業大学に入学。翌67年再受験して、東京大学文科一類（法学部）に入学。第二次安保闘争の嵐の中で学生時代を過ごした。。
71年10月司法試験に合格。72年3月東京大学法学部卒業。74年弁護士登録後、永山則夫連続射殺事件、4・27反軍裁判（反戦自衛官懲戒免職処分取消請求訴訟）などの弁護人、代理人をつとめる。
1986年、在日韓国人一世の韓宗碩（ハン・ジョンソク）が外国人登録時の指紋押捺を在日コリアンとして初めて拒否した事件（押捺拒否1号）で弁護人となる。また、大島渚監督の「忘れられた皇軍」の主人公である朝鮮人元軍属の石成基、陳石一の朝鮮人軍人・軍属戦後補償請求訴訟、東京都管理職試験受験資格確認訴訟（鄭香均訴訟）などを担当してきた。
1986年、中国人強制連行の象徴である花岡事件の在日中国人被害者による対鹿島建設交渉の代理人となり、さらに90年以降、在中国の花岡事件生存者・遺族の代理人として交渉し、鹿島が「深甚なる謝罪」を明らかにした90年7月5日の「共同発表」とりまとめに尽力した。5年に及ぶ直接交渉をへて、花岡事件50周年の95年6月28日、東京地方裁判所に鹿島建設に対する中国人被害者（生存者・遺族）11名を原告とする損害賠償請求訴訟を提起、弁護団長をつとめる。97年12月一審敗訴後、控訴審の東京高等裁判所は職権和解を開始、利害関係人として中国紅十字会の参加を得て、2000年11月29日、花岡事件被害者全体の解決をもたらす花岡和解を実現した。
また、中国人強制連行・西松安野事件では、中国人被害者5名を原告とした損害賠償請求訴訟の控訴審で弁護団長となり、2004年7月9日、中国人強制連行高裁審で初の原告全面的勝訴の判決を導いた。
2003年12月からは、枝川の朝鮮学校に対する東京都（当時石原慎太郎知事）の敷地明け渡しと地代相当金の支払請求訴訟において、在日朝鮮人の民族教育の権利擁護の立場から弁護団長として裁判をすすめてきた。

## 文献
- 「侵される兵士の人権」『軍事民論』1981年8月
- 「軍隊規律と兵士の人権」『兵士と労働者』52号~56号1984年3月
- 「拡大する自衛隊の警備・警察活動」『法学セミナー』1986年8月
- 共著「外国人登録法『改正』案批判」『指紋押捺撤廃への論理』新幹社1987年
- 『資料中国人強制連行の記録』明石書店1990年12月
- 「戦後補償問題における国家と個人」『青丘』1991年10号
- 「根本的見直しを迫られる外交保護権放棄による政治決着」『法学セミナー』1992年8月
- 「南京虐殺と『民間賠償』問題」『インパクション』1992年10月
- 「外国人登録法『改正案』の問題点」『季刊青丘』12号1992年10月
- 「戦後補償問題と『日韓請求協定』」『季刊青丘』16号1993年
- 「オランダ女性慰安強制事件に関するバタビア臨時軍法会議」『戦争責任研究』3号1994年
- 「戦後補償裁判が問うもの」『専修大学社会科学研究所月報』372号1994年6月
- 「陳・石さん援護法請求事件の判決を読む」『法学セミナー』1994年9月
- 「花岡事件裁判の経過と現状」『戦争責任研究』12号1996年
- 「『ホロコースト見直し論』名誉毀損事件判決の意味」『ジャーナリズムと歴史認識』凱風社1999年12月
- 「花岡事件和解研究のために」『専修大学社会科学研究所月報』459号2001年9月
- 「子供の権利条約に基づいて転換を迫られる保育行政」『げ・ん・き』73号エーデル研究所73号2002年12月
- 「公務員就任問題から見た在日共生の展望－東京都保健婦管理職受験拒否訴訟高裁判決の分析を題材として」『徐龍達先生古希記念論文集・２１世紀韓朝鮮人の共生ビジョン』2002年12月
- 寄稿「政府の責任逃れ『点と線』結ぶ」朝日新聞2002年12月24日
- 寄稿「拉致問題『子の最善の利益』考えよ」朝日新聞2003年1月26日
- 書評『中国撫順 戦犯管理所職員の証言』『図書新聞』第2626号2003年4月19日
- 「国防保安法と有事立法」『甦生する６月』６・３０実行委員2004年6月
- 「中国人強制連行・広島高裁判決が開く水路」『世界』9月号2004年
- 『国家の責任と人権 軍隊規律論・安全配慮義務の法理』（結書房）2006年